# Andrzej Mackiewicz
Andrzej Mackiewicz – polski patomorfolog, profesor nauk medycznych.

## Życiorys
W 1978 r. ukończył studia w Akademii Medycznej w Poznaniu, w 1982 r. obronił pracę doktorską, w 1990 r. habilitował się na podstawie pracy zatytułowanej Badanie mechanizmów regulujących glikozylację białek ostrej fazy. W 1994 r. uzyskał tytuł profesora nauk medycznych.
Został zatrudniony w Wielkopolskim Centrum Onkologii im. Marii Skłodowskiej-Curie i na Uniwersytecie Medycznym im. Karola Marcinkowskiego w Poznaniu.
Jest członkiem Komitetu Genetyki Człowieka i Patologii Molekularnej PAN.
Był prezesem Polskiego Towarzystwa Immunologii Doświadczalnej i Klinicznej, członkiem Komitetu Biotechnologii Prezydium Polskiej Akademii Nauk, Komitetu Narodowego do spraw Współpracy z Międzynarodową Unią Towarzystw Immunologicznych (IUIS) PAN, Komitetu Immunologii i Etiologii Zakażeń Człowieka PAN, oraz Sekcji IV - Nauk Medycznych Centralnej Komisji do Spraw Stopni i Tytułów.